# Czym jest stan trzeci?
Czym jest stan trzeci? (fr. Qu'est-ce que le tiers état?) – broszura wydana przez Emmanuela Sieyès'a w styczniu 1789 roku.

## Powstanie utworu
W roku 1788 król Francji Ludwik XVI zaproponował zwołanie Stanów Generalnych po ponad 150-letniej przerwie. Na polecenie króla, minister finansów Jacques Necker zaprosił francuskich pisarzy na posiedzenie Stanów, by przedstawili na tym forum swoje poglądy. Pozwoliło to Sieyèsowi ogłosić słynny pamflet ze stycznia 1789 roku pt. "Czym jest stan trzeci?" ("Qu’est-ce que le tiers état?").

## Treść
Autor przedstawił w swoim utworze krytykę ówczesnej sytuacji społecznej i wskazał na konieczne, jego zdaniem, reformy. Postulował, by głos każdego stanu był proporcjonalny do tego, jaką stanowi część społeczeństwa. Zmiana taka byłaby korzystna dla stanu trzeciego, stanowiącego 96% społeczeństwa francuskiego.
W pamflecie Sieyèsa zawarte było rozróżnienie pomiędzy czynnym i biernym prawem wyborczym. Sieyès opowiadał się za cenzusem majątkowym w polityce oraz przyznaniem praw wyborczych wyłącznie mężczyznom.

### Rola stanu trzeciego
Swój wywód Sieyès rozpoczął w następujących słowach:

1. Czym jest stan trzeci? - Wszystkim.
2. Czym był dotychczas w ustroju politycznym? - Niczym.
3. Czego żąda? - Ażeby stał się czymś.

Słynne zdanie zostało podobno zainspirowane twórczością Nicolasa Chamforta. Pamflet zyskał wielki rozgłos, a jego autor, pomimo przynależności do stanu duchownego (co pozwalało mu reprezentować stan pierwszy), został wybrany na ostatniego (dwudziestego) przedstawiciela trzeciego stanu na zgromadzenie Stanów Generalnych w Paryżu.

## Znaczenie utworu podczas rewolucji francuskiej
Pamflet Sieyèsa wywarł ogromny wpływ na myśl rewolucyjną, która doprowadziła Francję do rewolucji. W swoim utworze wyraził potrzeby i frustrację odosobnionej klasy społecznej, która tworzyła stan trzeci. W ten sposób przyczynił się pośrednio do upadku Ancien Régime we Francji. Wyciągnął na wierzch nieuczciwość szlachty oraz przeciążenie i przygnębienie klasy pracującej, na której stan pierwszy żerował. Pamflet był "ośrodkiem krystalizacji", wokół którego zgromadziła się warstwa społeczna pozbawiona do tej pory głosu. Po raz pierwszy stan trzeci stanowił siłę znaczną na tyle, by jego jasno zarysowane postulaty nie mogły zostać pominięte podczas obrad Stanów Generalnych.
Pamflet zburzył utarte, konwencjonalne znaczenie "służby publicznej". Arystokracja uważała się za elitarną klasę rządzącą, obciążoną "żmudnym" obowiązkiem zarządzania porządkiem społecznym we Francji. Tymczasem Sieyès uważał, że służba publiczna powinna być pełniona nie przez pierwszy ani drugi, ale właśnie - przez trzeci stan. Radykalizm pamfletu zawarł się w myśli, że suwerenność nie jest przymiotem arystokracji, ale narodu, zdefiniowanego jako klasa pracująca Francji, której codzienne obowiązki i utrapienia przynoszą pożytek społeczeństwu. Rewolucja francuska nie potoczyłaby się w ten sam sposób bez swojego patriotycznego i zarazem radykalnego przesłania, które zjednywało przedstawicieli różnych profesji w obrębie stanu trzeciego.
Co więcej, definiując stan trzeci jako główny mechanizm napędowy służby publicznej, Sieyès przywołał kwestię roli arystokracji w społeczeństwie, sprowadzając ją nawet do roli obcej nacji wewnątrz francuskiego społeczeństwa. Arystokratyczna duma oraz jej lekceważenie względem niższych warstw społecznych stały się dla Sieyèsa podstawą do uznania przywilejów szlacheckich za "zdradę wspólnoty". Był to "najostrzejszy" argument z retorycznego repertuaru Sieyèsa. Sieyès wykorzystywał wyniosłość szlachty oraz samozwańcze przywileje, by sprowadzić arystokrację do roli "obcego elementu", nieprzystającego do zasadniczej woli narodu francuskiego. Na ironię, to z powodu własnych interesów, tak dosadnie krytykowanych przez Sieyèsa, arystokracja zwróciła się do króla z prośbą o zwołanie Stanów Generalnych. Z konfliktu, dotyczącego podziału głosów w Stanach Generalnych, wyłoniła się iskra, która rozpaliła płomień rewolucji.
Pamflet Sieyèsa miał wpływ na rozważania związane z kwestiami strukturalnymi zwoływanych Stanów. Przede wszystkim, stan trzeci zażądał, by zaniechać głosowania stanami i żeby każdy reprezentant głosował osobiście w swoim imieniu. Ponadto stan trzeci postulował o zrównanie liczebności jego reprezentacji z liczebnością połączonych przedstawicielstw dwóch pozostałych stanów. Zawarte w pamflecie tezy przemówiły do mas i wywołały reakcję rewolucyjną - nieustępliwość stanu trzeciego wobec rozwiązań kompromisowych oraz zerwanie z feudalnym porządkiem Ancien Régime.